# Herbert Plumer

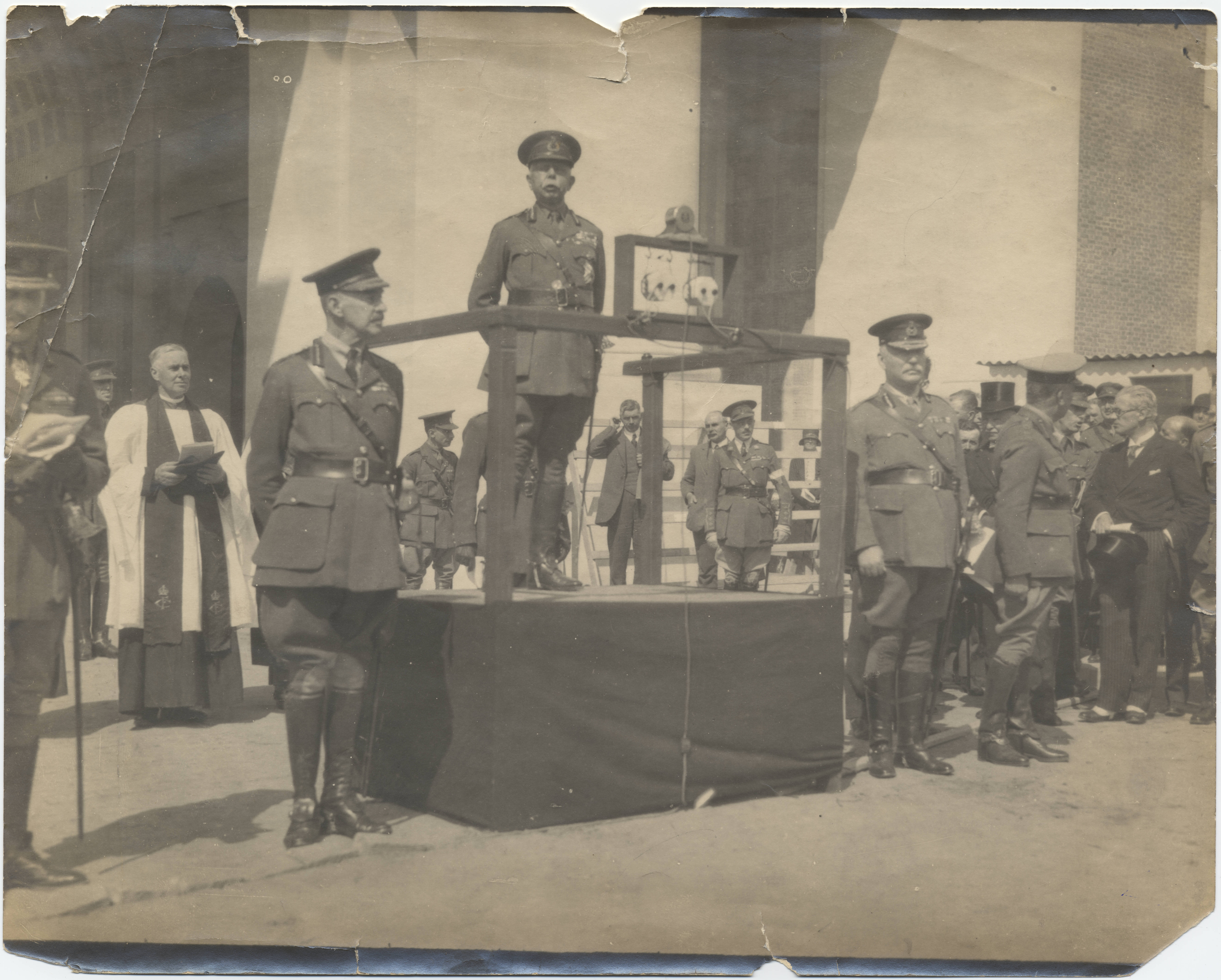
Plumer bij de onthulling van de Menenpoort in Ieper (1927)

Herbert Charles Onslow Plumer (Kensington, 18 maart 1857 - Londen, 16 juli 1932) was een Brits maarschalk tijdens de Eerste Wereldoorlog. Tijdens die oorlog voerde hij onder andere het commando over het Tweede Leger. Na zijn militaire carrière was hij ook Gouverneur van Malta.

## Biografie

### Vroege leven
Herbert Plumer werd geboren als een zoon van Hall Plumer en Alice Turnley. Hij studeerde eerst aan het Eton College en later op het Koninklijke Militaire College te Sandhurst. Hij kreeg zijn eerste aanstelling als officier in 1876. Plumer ging vervolgens in India en Egypte dienen. Op 22 januari 1893 werd hij benoemd tot majoor en drie jaar later vertrok hij naar Afrika om mee te vechten tijdens de Tweede Matabele-oorlog. In 1899 keerde hij terug naar Rhodesië om vervolgens zijn troepen in de Tweede Boerenoorlog te leiden. Na de oorlog werd Plumer in 1902 bevorderd tot majoor-generaal. Zes jaar later volgde de benoeming tot luitenant-generaal.

### Eerste Wereldoorlog
In februari 1915 werd Herbert Plumer naar Frankrijk gestuurd. Daar kreeg hij de leiding over het Vijfde Korps die hij tijdens de Tweede Slag om Ieper het bevel voerde. In mei van dat jaar kreeg hij het commando over het Tweede Leger. Met dat leger wist hij een grote overwinning te behalen tijdens de Tweede Slag om Mesen. Gedurende dat jaar wist hij nog meer, wat kleinere overwinningen, op de Duitsers te behalen. In november 1917 werd hij naar het Italiaanse front gestuurd. Hij werd door Douglas Haig benaderd om Chief of the Imperial General Staff te worden, maar dit wees Plumer af. Hij bleef de commandant van het Tweede Leger tijdens de laatste fase van de oorlog.

### Latere jaren
Na de Eerste Wereldoorlog werd hij commandant van de British Army of the Rhine. In 1919 volgde de benoeming tot gouverneur van Malta. Datzelfde jaar nog werd hij bevorderd tot veldmaarschalk en werd hij verheven in de adelstand. Zes jaar later werd Plumer High Commissioner voor het Mandaatgebied Palestina. Herbert Plumer stierf in zijn huis in Knightsbridge, Londen en werd begraven in de Westminster Abbey.